# Campionatul European de Cros din 2010
A 17-a ediție a Campionatului European de Cros s-a desfășurat pe 12 decembrie 2010 la Albufeira, Portugalia. Au participat 468 de sportivi din 34 de țări.

## Rezultate

### Masculin

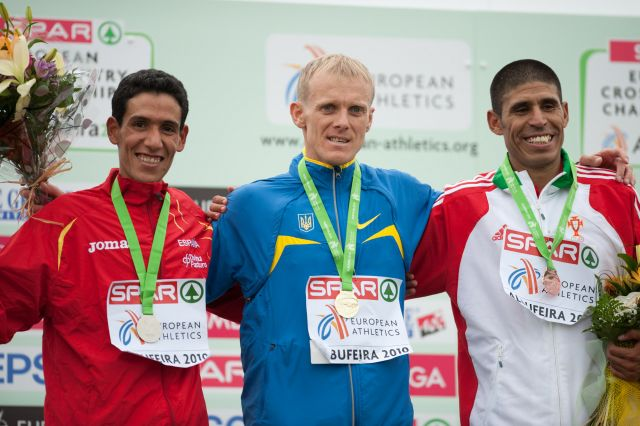
Ayad Lamdassem, Serghei Lebid și Yousef El Kalai

| Loc | Sportiv           | Timp  |
| --- | ----------------- | ----- |
|     | Serghei Lebid     | 29:15 |
|     | Ayad Lamdassem    | 29:18 |
|     | Yousef El Kalai   | 29:19 |
| 4   | Abdellatif Meftah | 29:21 |
| 5   | Morhad Amdouni    | 29:21 |
| 6   | Andrea Lalli      | 29:28 |
| 7   | Eduardo Mbengani  | 29:29 |
| 8   | Rui Pedro Silva   | 29:32 |
| 9   | Jesús España      | 29:32 |
| 10  | Mokhtar Benhari   | 29:34 |

| Loc | Țară                                                                                                  | Puncte                   |
| --- | --- | ------------------------ |
|     | Franța Abdellatif Meftah Morhad Amdouni Mokhtar Benhari Driss El Himer Denis Mayaud Badre Dine Zioini | 33 4 5 10 14 (23) (35)   |
|     | Portugalia Yousef El Kalai Eduardo Mbengani Rui Pedro Silva Rui Silva Licínio Pimentel                | 35 3 7 8 17 (26)         |
|     | Spania Ayad Lamdassem Jesús España Ricardo Serrano Francisco Javier López David Solis Javi Guerra     | 58 2 9 19 28 (30) (39)   |
| 4   | Italia Andrea Lalli Gabriele De Nard Gianmarco Buttazzo Yuri Floriani Stefano Scaini Stefano La Rosa  | 93 6 19 31 37 (53) (NT)  |
| 5   | Regatul Unit Tom Humphries Phil Nicholls Ryan McLeod Mark Draper Frank Tickner Andy Vernon            | 95 14 17 28 36 (46) (NT) |
| 6   | Rusia Evgheni Rîbakov Aleksei Reunkov Nikolai Ceavkin Anatoli Rîbakov Gleb Șarikov                    | 103 11 25 29 38 (56)     |

### Feminin
| Loc | Sportivă           | Timp  |
| --- | ------------------ | ----- |
|     | Jéssica Augusto    | 26:52 |
|     | Binnaz Uslu        | 26:57 |
|     | Ana Dulce Félix    | 26:59 |
| 4   | Fionnuala Britton  | 26:59 |
| 5   | Teteana Holovcenko | 27:04 |
| 6   | Marisa Barros      | 27:06 |
| 7   | Hatti Dean         | 27:08 |
| 8   | Alessandra Aguilar | 27:09 |
| 9   | Sara Moreira       | 27:26 |
| 10  | Ana Dias           | 27:27 |

| Loc | Țară | Puncte                   |
| --- | --- | ------------------------ |
|     | Portugalia Jéssica Augusto Ana Dulce Félix Marisa Barros Sara Moreira Ana Dias Anália Rosa                            | 19 1 3 6 9 (10) (31)     |
|     | Regatul Unit Hatti Dean Louise Damen Stephanie Twell Helen Clitheroe Gemma Steel Hayley Yelling-Higham                | 65 7 17 20 21 (26) (27)  |
|     | Spania Alessandra Aguilar Diana Martín Nuria Fernández Irene Pelayo Jacqueline Martín Natalia Rodríguez               | 72 8 14 16 34 (36) (40)  |
| 4   | Franța Fatiha Klilech-Fauvel Christine Bardelle Maryline Pellen Samira Mezeghrane-Saad Karine Pasquier Claire Perraux | 77 11 13 23 30 (37) (43) |
| 5   | Irlanda Fionnuala Britton Lizzie Lee Siobhan O'Doherty Kerry O'Flaherty Hazel Murphy                                  | 129 4 34 45 46 (NT)      |
| 6   | Italia Valentina Costanza Emma Quaglia Valentina Belotti Agnes Tschurtschenthaler                                     | 143 28 32 41 42          |

### Tineret masculin

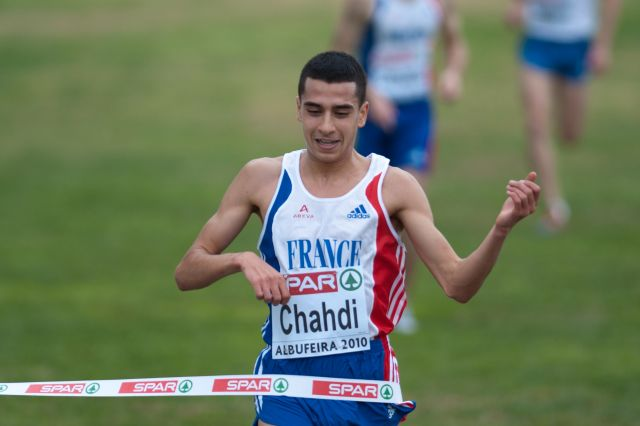
Hassan Chahdi

| Loc   | Sportiv          | Timp  |
| ----- | ---------------- | ----- |
|       | Hassan Chahdi    | 24:11 |
|       | Florian Carvalho | 24:14 |
|       | Egor Nikolaev    | 24:15 |
| 4     | Jeroen d'Hoedt   | 24:23 |
| 5     | Ricardo Mateus   | 24:25 |
| 6     | Siarhei Platonau | 24:28 |
| 7     | Tiago Costa      | 24:32 |
| 8     | Sindre Buraas    | 24:34 |
| 9     | Ricky Stevenson  | 24:34 |
| 10    | Florian Orth     | 24:44 |
| [...] |                  |       |
|       | Adrian Trifan    | NT    |

| Loc | Țară | Puncte                   |
| --- | --- | ------------------------ |
|     | Irlanda David McCarthy Brendan O’Neill Michael Mulhare David Rooney John Coghlan Ciarán Ó Lionáird              | 60 11 13 16 20 (34) (76) |
|     | Franța Sidi-Hassan Chahdi Florian Carvalho Abdelatif Hadjam Etienne Diemunsch Benjamin Andre Tahar Semlali      | 78 1 2 24 51 (64) (77)   |
|     | Spania Sebastián Martos Antonio Abadía Javier García Víctor Corrales Daniel Mateo Iván Fernández Anaya          | 79 12 14 26 27 (35) (42) |
| 4   | Regatul Unit Ricky Stevenson Mitch Goose Nick Goolab Derek Hawkins Ashley Harrell James Wilkinson               | 104 9 22 25 48 (68) (NT) |
| 5   | Norvegia Sindre Buraas Lars Erik Malde Audun Nordtveit Hans Kristian Fløystad Lars Nesbø Bakke Tom Erling Kårbø | 112 8 23 37 44 (60) (81) |
| 6   | Belgia · Jeroen D'hoedt · Sanne Torfs · Koen Naert · Bashir Abdi · Florent Caelen                               | 114 4 30 39 41 (54)      |

### Tineret feminin
Meryem Erdoğan (Turcia) a câștigat cursa feminină dar a fost descalificată, fiind depistată pozitiv la un test anti-doping.
| Loc | Sportivă             | Timp  |
| --- | -------------------- | ----- |
|     | Cristina Jordán      | 20:17 |
|     | Emma Pallant         | 20:28 |
|     | Hanna Nosenko        | 20:36 |
| 4   | Roxana Bârcă         | 20:39 |
| 5   | Sandra Eriksson      | 20:41 |
| 6   | Nathalie Gray        | 20:43 |
| 7   | Viktoria Pohorielska | 20:46 |
| 8   | Ekaterina Ișova      | 20:46 |
| 9   | Lucie Sekanová       | 20:47 |
| 10  | Patricia Laubertie   | 20:47 |

| Loc | Țară                                                                                                  | Puncte                    |
| --- | --- | ------------------------- |
|     | Regatul Unit Emma Pallant Natalie Gray Emily Pidgeon Sarah Waldron Elspeth Curran Imogen Ainsworth    | 43 2 6 15 20 (23) (28)    |
|     | Rusia Ekaterina Ișova Natalia Koloskova Liudmila Lebedeva Alfia Hasanova Marina Petrova               | 45 8 11 12 14 (24)        |
|     | Ucraina Hanna Nosenko Viktoria Pohorielska Olha Skrîpak Liudmila Kovalenko Natalia Batrak             | 61 3 7 16 35 (53)         |
| 4   | Spania Cristina Jordán Paula Mayobre Solange Andreia Esther Navarrete Sandra Mosquera Beatriz Esteban | 90 1 25 30 34 (43) (51)   |
| 5   | Germania Jana Sussmann Anna Hahner Lisa Hahner Maren Kock Ursula Gatzweiler Mareike Schrulle          | 103 18 22 31 32 (38) (46) |
| 6   | Portugalia Salomé Rocha Daniela Cunha Ana Mafalda Ferreira Sónia Lima Sara Carvalho Tania Silva       | 113 17 21 33 42 (55) (60) |

### Juniori
| Loc   | Sportiv               | Timp  |
| ----- | --------------------- | ----- |
|       | Abdelaziz Merzougui   | 18:07 |
|       | Nemanja Cerovac       | 18:07 |
|       | Rui Pinto             | 18:09 |
| 4     | Ivan Strebkov         | 18:09 |
| 5     | Sondre Nordstad Moen  | 18:16 |
| 6     | Andrei Rusakov        | 18:18 |
| 7     | Jesper van der Wielen | 18:19 |
| 8     | Sándor Szábo          | 18:23 |
| 9     | Marek Kowalski        | 18:25 |
| 10    | Ryan Saunders         | 18:27 |
| [...] |                       |       |
| 35    | Nicolae Soare         | 18:57 |
| 53    | Claudiu Cimpoeru      | 19:13 |
| 76    | Răzvan Pop            | 19:39 |
| 89    | George Preda          | 20:05 |
| 96    | Ion Lică              | 20:37 |

| Loc   | Țară                                                                                                 | Puncte                    |
| ----- | --- | ------------------------- |
|       | Regatul Unit Ryan Saunders Jonathan Hay John McDonnell Andrew Combs Ben Connor Robbie Farnham-Rose   | 62 10 14 16 22 (23) (46)  |
|       | Portugalia Rui Pinto Emanuel Rolim José Costa Nuno Santos Fábio Rebelo Diogo Lourenço                | 74 3 21 24 26 (64) (80)   |
|       | Rusia Andrei Rusakov Viktor Saenko Ilghizar Safiullin Nikolai Lealikov Ilia Greadkovski              | 83 6 15 30 32 (43)        |
| 4     | Franța Romain Collenot-Spriet Bryan Cantero Tanguy Pepiot Valentin Pepiot Samir Dahmani Michaël Gras | 88 11 13 20 44 (47) (49)  |
| 5     | Irlanda Shane Quinn John Travers Paul Robinson Emmet Jennings Kevin Dooney Darren McBrearty          | 120 12 25 41 42 (67) (74) |
| 6     | Ucraina Ivan Strebkov Dmîtro Siruk Bohdan Kostiv Ihor Porozov Iuri Kișcenko                          | 130 4 28 39 59 (68)       |
| [...] | |                           |
| 13    | România · Nicolae Soare · Claudiu Cimpoeru · Răzvan Pop · George Preda · Ion Lică                    | 253 35 53 76 89 (96)      |

### Junioare
| Loc   | Sportivă            | Timp  |
| ----- | ------------------- | ----- |
|       | Charlotte Purdue    | 12:42 |
|       | Amela Terzić        | 12:59 |
|       | Emelia Gorecka      | 13:00 |
| 4     | Gulșat Fazlitdinova | 13:03 |
| 5     | Corrina Harrer      | 13:08 |
| 6     | Zenobie Vangansbeke | 13:09 |
| 7     | Ciara Mageean       | 13:16 |
| 8     | Ioana Doagă         | 13:18 |
| 9     | Lily Partridge      | 13:19 |
| 10    | Annabel Gummow      | 13:19 |
| [...] |                     |       |
| 14    | Mirela Lavric       | 13:34 |
| 16    | Anca Bunea          | 13:36 |
| 26    | Dana Loghin         | 13:53 |
| 38    | Adelina Pănăeț      | 14:08 |

| Loc | Țară | Puncte                    |
| --- | --- | ------------------------- |
|     | Regatul Unit Charlotte Purdue Emelia Gorecka Lily Partridge Annabel Gummow Kate Avery Georgia Peel            | 23 1 3 9 10 (12) (27)     |
|     | Germania Corinna Harrer Gesa Felicitas Krause Maya Rehberg Jannika John Elena Burkard Regina Neumeyer         | 53 5 11 18 19 (21) (63)   |
|     | România · Ioana Doagă · Mirela Lavric · Anca Bunea · Dana Loghin · Adelina Pănăeț                             | 64 8 14 16 26 (38)        |
| 4   | Turcia Tuğba Koyuncu Esma Aydemir Elif Dağdelen Yağmur Tarhan Gamze Bulut                                     | 99 15 37 25 36 (68)       |
| 5   | Belgia · Zenobie Vangansbeke · Imana Truyers · Eline Deboth · Jenna Wyns · Sofie Gallein                      | 103 6 17 31 49 (55)       |
| 6   | Italia Federica Bevilacqua Giulia Martinelli Alessia Pistilli Sara Galimberti Jessica Pulina Irene Baldessari | 128 13 28 35 52 (69) (70) |

## Clasament pe medalii
| Loc   | Țară         | Aur | Argint | Bronz | Total |
| ----- | ------------ | --- | ------ | ----- | ----- |
| 1     | Regatul Unit | 4   | 2      | 1     | 7     |
| 2     | Portugalia   | 2   | 2      | 3     | 7     |
| 3     | Franța       | 2   | 2      | 0     | 4     |
| 4     | Spania       | 2   | 1      | 3     | 6     |
| 5     | Ucraina      | 1   | 0      | 2     | 3     |
| 6     | Irlanda      | 1   | 0      | 0     | 1     |
| 7     | Serbia       | 0   | 2      | 0     | 2     |
| 8     | Rusia        | 0   | 1      | 2     | 3     |
| 9     | Germania     | 0   | 1      | 0     | 1     |
| 9     | Turcia       | 0   | 1      | 0     | 1     |
| 11    | România      | 0   | 0      | 1     | 1     |
| Total | Total        | 12  | 12     | 12    | 36    |